# آياختشي (سقز)
قرية آياختشي (بالكردية: ئایاخچی) هي إحدى القرى التابعة لـكولتبه في ريف قسم زيويه من مقاطعة سقز، في محافظة كردستان الإيرانية.

## السكان
حسب إحصاءات سنة 2006، بلغ إجمالي السكان في آياختشي 162 نسمة وعدد المساكن 29 مسكن. لغة سكان آياختشي هي اللغة الكردية وهم من أهل السنة والجماعة والمذهب الشافعي.